# Kirsten Rausing
Eva Kirsten Elisabet Rausing, född 6 juni 1952 i Lund, är en svensk affärskvinna och hästuppfödare. Tillsammans med sina bröder äger hon familjeföretaget Tetra Laval.

## Bakgrund
Rausing växte upp i Lund och är dotter till Gad Rausing och Birgit Rausing, äldre syster till Finn Rausing och Jörn Rausing samt sondotter till Ruben Rausing och dotterdotter till konstnären Henry Mayne.
Under Kirsten Rausings och hennes bröders uppväxt på 1950- och 1960-talen var familjens förmögenhet ännu inte särskilt stor – det skulle dröja till 1970-talet innan affärerna började blomstra på allvar.

## Familjeföretagaren
År 1995 köpte Kirsten Rausing och hennes bröder Hans Rausings andel av familjebolaget Tetra Laval. År 1991 hade Alfa Laval köpts upp och 1993 hade namnet ändrats till Tetra Laval. Vid faderns död år 2000 ärvde de tre syskonen den andra halvan av koncernen. Omsättningen i koncernern har fördubblats sedan de tog över ägandet.
Kirsten Rausing rankades som sjua i Veckans Affärers lista över Sveriges miljardärer 2012.

## Hästuppfödaren
Kirsten Rausing har utöver arbetet i familjeföretaget en karriär som uppfödare av fullblodshästar för galoppsport. Som femtonåring tog hon 1968 efter eget önskemål över ansvaret för farfar Ruben Rausings hästgård Simontorp i Sjöbo kommun med fem anställda. På ett år skulle hon vända en årlig förlust på 100 000 kronor (motsvarande drygt 800 000) och lyckades minska förlusten till 1 000 kronor under sitt första år. Fram till 1977 drev Kirsten Rausing gården, varefter hon flyttade till Storbritannien, där galoppsporten är större.
Rausing, som numera driver två stuterier i England och ett på Irland, sitter med i flera tunga fullblodssammanhang och var den första kvinnan som valdes in i den prestigefyllda The Jockey Club.